# Roxigénio
Roxigénio foi um grupo português de música rock activo durante a década de 1980.
O grupo foi formado inicialmente por António Garcez, Filipe Mendes, José Aguiar e Abílio Queirós. Os Roxigénio editaram o seu primeiro álbum em 1980 através da independente GAF.
O grupo ainda publicou mais 2 LP's, através da Vadeca, mas com pouco impacto e o grupo desapareceu poucos anos depois.

## Discografia

### Roxigénio
1980)   (LP GAF LPGS/E-22)
Lado 1
1. Mr. Double Cross 3:17 (A. Garcez/J. Aguiar - H. Slim)
2. Something New 3:28 (A. Garcez/F. Mendes - H. Slim)
3. Get The Sack 3:48 (F. Mendes)
4. The Show 3:39 (F. Mendes)
5. Do You Wanna Be Tied Above The Clouds? 4:12 (F. Mendes)

Lado 2
1. Looking For An Answer 4:12 (A. Garcez/J. Aguiar)
2. Bureaucratic Society 3:24 (A. Garcez/J. Aguiar - H. Slim)
3. Fly 4:40 (A. Garcez/F. Mendes - F. Mendes)
4. Rock N' Roll Man 3:19 (A. Garcez/J. Aguiar - H. Slim)
5. What Can I Do? 2:50 (F. Mendes)

António Garcez: Vozes
Filipe Mendes: Guitarras, comparticipação de voz em "The Show"
José Aguiar: Baixo
Betto Palumbo: Bateria

### Roxigénio 2
(1982)   (LP VDC VN.4014.DB)
Lado 1
1. Stiff-Necked, Obstinate 2:46 (F. Mendes)
2. I Got You, Now! 3:41 (A. Garcez/F. Mendes - F. Mendes)
3. Crying 3:20 (A. Garcez/F. Mendes - F. Mendes)
4. Butter Batle 3:33 (F. Mendes)
5. No News-Good News 2:46 (A. Garcez/F. Mendes - F. Mendes)

Lado 2
1. Like The Sting Of A Serpeant 2:33 (A. Garcez/J. Aguiar/F. Mendes - F. Mendes)
2. Dizzy Miss Susie 3:00 (F. Mendes)
3. I'll Find The Way 3:01 (A. Garcez/F. Mendes - F. Mendes)
4. Pease Never Go Away 3:39 (F. Mendes)
5. Nobody But You 3:16 (A. Garcez/F. Mendes - Joseph Pinto)

### Rock'n Roll Men
(1983)   (LP VDC VN.4020.I)
Lado 1
1. The Police, He Said (M. Frederico - A. Garcez/J. Ribeiro)
2. My Girl And My Car (M. Frederico - A. Garcez/A. Garcez)
3. Cathy (F. Mendes - A. Garcez/A. Garcez)
4. I Want To Be Alive (F. Mendes - A. Garcez/J. Pinto)
5. A Respectable Man (Hippo - A. Garcez/J. Ribeiro)

Lado 2
1. Tiger Of My Love (F. Delaere - A. Garcez/F. Delaere)
2. Four, Five, Six, Seven (F. Mendes - A. Garcez/ J. Pinto)
3. Now I Understand (F. Mendes - A. Garcez/J. Ribeiro)
4. Lili (Hippo - A. Garcez/J. Ribeiro)
5. Rock'n Roll Man (J. Aguiar - A. Garcez/H. Slim)